# Cárcel Central de Nicosia
La Cárcel Central de Nicosia (en griego: Κεντρικές Φυλακές Λευκωσίας) es el único centro penitenciario en Chipre que está dirigido por el Departamento de Prisiones de ese país insular. Se encuentra al oeste de la parte amurallada de la ciudad chipriota de Nicosia, al sur de la llamada Línea Verde. En las instalaciones se encuentran detenidos prisioneros de ambos sexos y de todas las edades a partir de 16 años. La prisión central de Nicosia fue construido por los británicos en 1894 y estuvo en uso hasta 1955 como un lugar de detención para los condenados por los tribunales, y también como un lugar de detención temporal de las personas con medidas judiciales.